# Cebrenninus
Cebrenninus là một chi nhện trong họ Thomisidae.